# Апшениек, Фрицис
Фрицис (Франц) Апшениек (латыш. Fricis Apšenieks; 7 апреля 1894, Тетеле — 25 апреля 1941, Рига) — один из сильнейших шахматистов Латвии в 1920—1930-х годах.
Успешно выступил на Парижском турнире шахматистов-любителей ФИДЕ (1924) — 2-е место. На 1-м конгрессе Латвии в 1924 году занял 2-е место, победил на 2-м в 1926 году. В дальнейшем успешно выступал на конгрессах и чемпионатах Латвии.
В составе команды Латвии участник 7-и олимпиад (1928—1939).
Уже тяжело больным принял участие в 1-м чемпионате Латвийской ССР (1941) и занял 2-е место.

Апшениек (слева) против П. Шмидта 1938 год, Таллин

Умер от туберкулёза.